# Nicolás Digiano
Nicolás Ariel Digiano (14 gennaio 1998) è un calciatore argentino, difensore dello Sp. Italiano.

## Carriera
Cresciuto nel settore giovanile del Defensa y Justicia, nel 2019 viene acquistato dal Torque con cui debutta fra i professionisti il 4 maggio in occasione dell'incontro di Segunda División Profesional de Uruguay vinto 2-0 contro l'Albion.
Dopo aver ottenuto la promozione in prima divisione, nel febbraio 2020 si procura la rottura del legamento crociato anteriore e dei menischi del ginocchio sinistro, saltando l'intera stagione; rientrato nel 2021, viene ceduto in prestito al neopromosso Villa Española.

## Statistiche

### Presenze e reti nei club
Statistiche aggiornate al 25 ottobre 2021.
| Stagione        | Squadra                | Campionato      | Campionato | Campionato | Coppe nazionali | Coppe nazionali | Coppe nazionali | Coppe continentali | Coppe continentali | Coppe continentali | Altre coppe | Altre coppe | Altre coppe | Totale | Totale |
| Stagione        | Squadra                | Comp            | Pres       | Reti       | Comp            | Pres            | Reti            | Comp               | Pres               | Reti               | Comp        | Pres        | Reti        | Pres   | Reti   |
| --------------- | ---------------------- | --------------- | ---------- | ---------- | --------------- | --------------- | --------------- | ------------------ | ------------------ | ------------------ | ----------- | ----------- | ----------- | ------ | ------ |
| 2019            | Montevideo City Torque | SD              | 11         | 1          |                 | -               | -               |                    | -                  | -                  |             | -           | -           | 11     | 1      |
| 2020            | Montevideo City Torque | PD              | 0          | 0          |                 | -               | -               |                    | -                  | -                  |             | -           | -           | 0      | 0      |
| 2021            | Villa Española         | PD              | 5          | 0          |                 | -               | -               |                    | -                  | -                  |             | -           | -           | 5      | 0      |
| Totale carriera | Totale carriera        | Totale carriera | 16         | 1          |                 | -               | -               |                    | -                  | -                  |             | -           | -           | 16     | 1      |

## Palmarès

### Club

#### Competizioni nazionali
- Segunda División Profesional de Uruguay: 1

Montevideo City Torque: 2019